# كوسوكي ماتسودا
كوسوكي ماتسودا (باليابانية: 松田 康佑) (26 سبتمبر 1986 في طوكيو في اليابان – )؛ هو لاعب كرة قدم ياباني سابق كان يلعب كمهاجم.

## وصلات خارجية
- كوسوكي ماتسودا على موقع رابطة كرة القدم اليابانية للمحترفين (اليابانية)